# Pasquale Schiattarella
Pasquale Schiattarella (Mugnano di Napoli, 30 maggio 1987) è un allenatore di calcio ed ex calciatore italiano, di ruolo centrocampista, vice allenatore della Primavera del Potenza.

## Carriera

### Giocatore

#### Gli inizi
Cresce a Pietrapertosa, inizia a dare i primi calci nella società "Amici di Mugnano" dove rimarrà fino alla stagione 2000-2001 quando avrà una parentesi nel "Ciro Muro". In quei primi anni si destreggia come seconda punta, ruolo che gli permetterà di segnare tanti gol, ritagliandosi spesso il titolo di capocannoniere dei campionati giovanili a cui partecipa. Nel 2001 viene notato dal Fiorenzuola, che in quel periodo gioca in Serie C2, che lo preleva per farlo giocare nel suo settore giovanile. Nel 2002 fa ritorno in Campania, al Benevento, prima di passare successivamente al Torino.

#### Ancona
Passa dal Torino (squadra con cui ha militato in Serie A nella stagione 2006-2007) all'Ancona il 25 luglio 2007 in uno scambio di giocatori. Gioca 14 partite segnando un gol in Serie C1 aiutando l'Ancona ad arrivare fino ai play-off per poi ottenere la promozione in Serie B. È un titolare della squadra anche nelle due stagioni successive, in cui gioca rispettivamente 22 e 36 partite in Serie B.

#### Livorno
Dopo tre stagioni all'Ancona il Livorno lo acquista in scadenza di contratto il 24 aprile 2010, ma il trasferimento avverrà il 1º luglio successivo in quanto il calciomercato non era ancora aperto. Esordisce da titolare nella prima partita ufficiale della stagione, giocata in Coppa Italia contro la Cremonese. Nella prima di campionato subentra dalla panchina, mentre nella seconda giornata parte da titolare. Chiude la prima stagione al Livorno con 38 presenze e una rete in campionato. Rimane nella città labronica anche nella successiva stagione 2011-2012. Il 14 aprile durante Pescara-Livorno è stato il primo giocatore a prestare aiuto a Piermario Morosini, colto da un attacco cardiaco in campo e morto tragicamente poche ore dopo. Schiattarella chiude la sua stagione con 27 presenze e due reti.
Rimane in amaranto anche nella stagione 2012-2013, al termine della quale conquista la promozione in Serie A.
Nella stagione successiva esordisce in massima serie il 25 agosto 2013, in occasione della sconfitta interna del Livorno contro la Roma.
In tutto con la maglia del Livorno in 3 anni e mezzo gioca 125 presenze e segna 6 gol.

#### Spezia
Nel gennaio 2014 torna a militare in Serie B, con la maglia dello Spezia, firmando un contratto triennale.
Esordisce con gli aquilotti il 15 gennaio, nella partita di Coppa Italia Milan-Spezia 3-1.
Conclude la stagione con 20 presenze.
Nella stagione 2014-2015 gioca 8 partite tra campionato e Coppa Italia. Quindi complessivamente con la maglia dello Spezia mette insieme 28 presenze in un anno.

#### Bari e Latina
Il 13 gennaio 2015 passa in prestito al Bari dalla squadra ligure con contratto fino a giugno con diritto di riscatto, insieme al suo compagno di squadra Ebagua, per uno scambio con il centrocampista Stevanovic.
Debutta da titolare quattro giorni dopo in Bari-Entella 0-0. Colleziona 17 presenze e 1 gol per poi ritornare allo Spezia. La stagione 2015-2016 lo vede di nuovo in Serie B, nelle file del Latina.

#### Il passaggio alla SPAL
Ad agosto 2016 viene ufficializzato il suo ingaggio alla S.P.A.L.. Con il club di Ferrara disputa l'intera stagione da titolare in Serie B, contribuendo alla vittoria del campionato e alla promozione diretta in Serie A della squadra estense dopo un'assenza di 49 anni. Per la stagione calcistica 2017-2018 fa il suo ritorno in Serie A e il 23 settembre 2017 sigla la sua prima rete in massima serie proprio contro il Napoli, squadra della sua città, partita poi vinta dai partenopei per 3-2. Il 26 luglio 2019 la società annuncia la risoluzione consensuale del contratto con Schiattarella: nel complesso dei suoi tre anni alla SPAL registra 98 presenze e 4 goal.

#### Benevento e Parma
Il 29 luglio del 2019, firma un contratto triennale col il Benevento conquistando al primo anno la promozione in Serie A.
Il 15 dicembre 2020 segna il primo gol nel massimo campionato con il Benevento sancendo il pareggio sannita contro la Lazio allenata da Simone Inzaghi. 
A fine stagione il club campano retrocede e il 7 agosto 2021, dopo 57 presenze complessive, Schiattarella si trasferisce al Parma, anch’esso retrocesso in B, firmando un contratto biennale. Esordisce con la maglia crociata il 20 agosto 2021 nella partita esterna contro il Frosinone.

#### Ritorno al Benevento, Potenza e ritiro
Il 1º settembre 2022 torna al Benevento.
A fine stagione, dopo la retrocessione in Serie C, rescinde il contratto con i sanniti.
Il 1º settembre 2023 firma con il Potenza, in Serie C.
Nell'estate del 2024 viene ammesso al corso UEFA B che consente di essere tesserati come collaboratori negli staff di Serie A e B e di essere allenatori in seconda in Serie C oltre a poter allenare tutte le prime squadre fino alla Serie D. Con il club lucano rimane fino al 24 ottobre 2024, quando annuncia il ritiro dall'attività agonistica.

### Allenatore
Nel giorno in cui annuncia l'addio al calcio, viene nominato vice allenatore della formazione Primavera del Potenza, militante nel Campionato Primavera 3.

## Statistiche

### Presenze e reti nei club
| Stagione         | Squadra          | Campionato       | Campionato | Campionato | Coppe nazionali | Coppe nazionali | Coppe nazionali | Coppe continentali | Coppe continentali | Coppe continentali | Altre coppe | Altre coppe | Altre coppe | Totale | Totale | Totale |
| Stagione         | Squadra          | Comp             | Pres       | Reti       | Comp            | Pres            | Reti            | Comp               | Pres               | Reti               | Comp        | Pres        | Reti        | Pres   | Reti   |        |
| ---------------- | ---------------- | ---------------- | ---------- | ---------- | --------------- | --------------- | --------------- | ------------------ | ------------------ | ------------------ | ----------- | ----------- | ----------- | ------ | ------ | ------ |
| 2006-2007        | Torino           | A                | 0          | 0          | CI              | 0               | 0               | -                  | -                  | -                  | -           | -           | -           | 0      | 0      |        |
| 2007-2008        | Ancona           | C1               | 14+3       | 1          | CI-C            | 3               | 0               | -                  | -                  | -                  | -           | -           | -           | 20     | 1      |        |
| 2008-2009        | Ancona           | B                | 22         | 0          | CI              | 0               | 0               | -                  | -                  | -                  | -           | -           | -           | 22     | 0      |        |
| 2009-2010        | Ancona           | B                | 36         | 5          | CI              | 1               | 0               | -                  | -                  | -                  | -           | -           | -           | 37     | 5      |        |
| Totale Ancona    | Totale Ancona    | Totale Ancona    | 72+3       | 6          |                 | 4               | 0               |                    | -                  | -                  |             | -           | -           | 79     | 6      |        |
| 2010-2011        | Livorno          | B                | 38         | 2          | CI              | 2               | 0               | -                  | -                  | -                  | -           | -           | -           | 40     | 2      |        |
| 2011-2012        | Livorno          | B                | 27         | 2          | CI              | 1               | 0               | -                  | -                  | -                  | -           | -           | -           | 28     | 2      |        |
| 2012-2013        | Livorno          | B                | 34+4       | 3          | CI              | 1               | 0               | -                  | -                  | -                  | -           | -           | -           | 39     | 3      |        |
| 2013-gen. 2014   | Livorno          | A                | 17         | 0          | CI              | 1               | 0               | -                  | -                  | -                  | -           | -           | -           | 18     | 0      |        |
| Totale Livorno   | Totale Livorno   | Totale Livorno   | 116+4      | 7          |                 | 5               | 0               |                    | -                  | -                  |             | -           | -           | 125    | 7      |        |
| gen.-giu. 2014   | Spezia           | B                | 18+1       | 0          | CI              | 1               | 0               | -                  | -                  | -                  | -           | -           | -           | 20     | 0      |        |
| 2014-gen. 2015   | Spezia           | B                | 13         | 0          | CI              | 2               | 0               | -                  | -                  | -                  | -           | -           | -           | 15     | 0      |        |
| Totale Spezia    | Totale Spezia    | Totale Spezia    | 31+1       | 0          |                 | 3               | 0               |                    | -                  | -                  |             | -           | -           | 35     | 0      |        |
| gen.-giu. 2015   | Bari             | B                | 17         | 1          | CI              | 0               | 0               | -                  | -                  | -                  | -           | -           | -           | 17     | 1      |        |
| 2015-2016        | Latina           | B                | 35         | 3          | CI              | 0               | 0               | -                  | -                  | -                  | -           | -           | -           | 35     | 3      |        |
| lug.-ago. 2016   | Latina           | B                | 0          | 0          | CI              | 1               | 0               | -                  | -                  | -                  | -           | -           | -           | 1      | 0      |        |
| Totale Latina    | Totale Latina    | Totale Latina    | 35         | 3          |                 | 1               | 0               |                    | -                  | -                  |             | -           | -           | 36     | 3      |        |
| ago. 2016-2017   | SPAL             | B                | 36         | 3          | CI              | 0               | 0               | -                  | -                  | -                  | -           | -           | -           | 36     | 3      |        |
| 2017-2018        | SPAL             | A                | 31         | 1          | CI              | 2               | 0               | -                  | -                  | -                  | -           | -           | -           | 33     | 1      |        |
| 2018-2019        | SPAL             | A                | 28         | 0          | CI              | 1               | 0               | -                  | -                  | -                  | -           | -           | -           | 29     | 0      |        |
| Totale SPAL      | Totale SPAL      | Totale SPAL      | 95         | 4          |                 | 3               | 0               |                    | -                  | -                  |             | -           | -           | 98     | 4      |        |
| 2019-2020        | Benevento        | B                | 26         | 0          | CI              | 1               | 0               | -                  | -                  | -                  | -           | -           | -           | 27     | 0      |        |
| 2020-2021        | Benevento        | A                | 29         | 1          | CI              | 1               | 0               | -                  | -                  | -                  | -           | -           | -           | 30     | 1      |        |
| 2021-2022        | Parma            | B                | 18         | 0          | CI              | 0               | 0               | -                  | -                  | -                  | -           | -           | -           | 18     | 0      |        |
| 2022-2023        | Benevento        | B                | 28         | 0          | CI              | 0               | 0               | -                  | -                  | -                  | -           | -           | -           | 28     | 0      |        |
| Totale Benevento | Totale Benevento | Totale Benevento | 83         | 1          |                 | 2               | 0               |                    | -                  | -                  |             | -           | -           | 85     | 1      |        |
| 2023-2024        | Potenza          | C                | 24+2       | 0          | CI-C            | 0               | 0               | -                  | -                  | -                  | -           | -           | -           | 26     | 0      |        |
| Totale carriera  | Totale carriera  | Totale carriera  | 500        | 22         |                 | 18              | 0               |                    | -                  | -                  |             | -           | -           | 518    | 22     |        |

## Palmares

### Club

#### Competizioni nazionali
- Campionato italiano di Serie B: 2

SPAL: 2016-2017
Benevento: 2019-2020